# Getting Even (film 1912)
Getting Even è un cortometraggio muto del 1912. Non si conosce il nome del regista che non appare nei credit. Prodotto dalla Powers Picture Plays e distribuito dalla Universal Film Manufacturing Company, uscì nelle sale cinematografiche il 12 luglio 1912. Aveva come interpreti Leo White, Ouida Bergère, Katherine Griffith, Charles Craig, Guy Powell.

## Trama
Percy Jones porta la fidanzata Dollie con la madre in campagna. A una festa, incontra due braccianti agricoli, Hank Hawkins e Ezra Jackson, che, presi di mira dall'uomo di città, diventano oggetto dei suoi scherzi e delle sue battute. Rivedendoli al lavoro sulle rive del lago, Percy finge che la barca, dove lui e Dollie si trovano, stia per affondare e si mette a gridare aiuto. I due contadini si precipitano a salvarli: Hank si butta in acqua... ma solo per essere sbeffeggiato da Percy che lo prende in giro. Tornato a riva furibondo, ripromette di vendicarsi. Qualche giorno più tardi, la barca dove si trovano di nuovo Dollie e Percy questa volta si trova veramente in difficoltà, affondando rapidamente. Le urla disperate dei due vengono raccolte dalla signora Vaughn, la madre di Dollie, che corre a cercare aiuto. Ma questa volta Ezra e Hank non hanno nessuna intenzione di farsi prendere nuovamente per il naso. La donna implora Hank che, alla fine, cede e, a nuoto, porta in salvo i due cittadini. Il suo comportamento colpisce Dollie, che mette a confronto il contadino con Percy, a tutto svantaggio di quest'ultimo. Finisce per fargli una dichiarazione d'amore, ma lui le mostra la foto di una ragazza (la foto di un'attrice), dicendole che quella è la sua fidanzata. Stizzita, Dollie chiede a Percy di tornare a casa. I turisti salgono sul treno che li riporterà alla loro città mentre i due contadini, soddisfatti, li vedono andare via.

## Produzione
Il film fu prodotto da Pat Powers per la Powers Picture Plays.

## Distribuzione
Distribuito dall'Universal Film Manufacturing Company, il film - un cortometraggio di una bobina - uscì nelle sale cinematografiche degli Stati Uniti il 12 luglio 1912.